# Szalone lato
Szalone lato – amerykańska komedia romantyczna z 1986 roku.

## Główne role
- John Cusack – Hoops McCann
- Linda Warren – Pani McCann
- Joel Murray – George Calamari
- Demi Moore – Cassandra
- Matt Mulhern – Teddy Beckersted
- Kimberly Foster – Cookie Campbell
- Jeremy Piven – Ty
- Joe Flaherty – generał Raymond
- Curtis Armstrong – Ack Ack Raymond

## Fabuła
Nastoletni Hoops McCann spędza wakacje w Nowej Anglii. Poznaje Cassandrę i zakochuje się w niej. Ale ona może stracić swój dom. Hoops i jego kumpel zostają wplątani w akcję ratowania domu Cassandry.